# Gambusia geiseri
Gambusia geiseri är en fiskart som beskrevs av Hubbs och Hubbs, 1957. Gambusia geiseri ingår i släktet Gambusia och familjen Poeciliidae. Inga underarter finns listade i Catalogue of Life.